# Chouzé-sur-Loire

Chouzé-sur-Loire este o comună în departamentul Indre-et-Loire, Franța. În 1 ianuarie 2022 avea o populație de 2.150 de locuitori.